# Rodecia
Rodecia är en ort i Mexiko.   Den ligger i kommunen Técpan de Galeana och delstaten Guerrero, i den södra delen av landet, 300 km sydväst om huvudstaden Mexico City. Rodecia ligger 22 meter över havet och antalet invånare är 613.
Terrängen runt Rodecia är platt söderut, men norrut är den kuperad. Runt Rodecia är det ganska glesbefolkat, med 22 invånare per kvadratkilometer. Närmaste större samhälle är El Súchil, 6,8 km öster om Rodecia. Omgivningarna runt Rodecia är en mosaik av jordbruksmark och naturlig växtlighet.